# تتریس
تتریس (به روسی: Тетрис) نوعی بازی ویدئویی معمایی رایانه‌ای مصور شبیه به یک پازل بی‌انتها است که در آن از قطعات یا مهره‌های چهارگوشی به نام تترومینو استفاده می‌شود. طراح و برنامه‌نویس این بازی الکسی پاژیتنوف روسی است. نخستین نسخه این بازی در ۶ ژوئن ۱۹۸۴ منتشر شد.

## تاریخچه

### آغاز
الکسی پاژیتنوف ایده اصلی بازی را از یک بازی سنتی گرفت که از چندضلعی‌های متفاوت تشکیل می‌شد که باید در کنار هم قرار می‌گرفتند و یک پازل را تکمیل می‌کردند. با وجود آنکه در شوروی دهه ۱۹۸۰ تقریبا رایانه شخصی وجود نداشت با این حال این بازی به سرعت پخش شد. کاربران رایانه در سراسر شوروی این بازی را از روی ماشینی به ماشین دیگر کپی می‌کردند.

### گسترش جهانی
یک شرکت بریتانیایی تولید نرم‌افزار در مجارستان به طور اتفاقی با این بازی آشنا شد و برای حق پخش آن با دولت شوروی قرارداد امضا کرد. با این کار، تتریس به همه جهان معرفی شد. ظهور کنسول‌های دستی مانند گیم بوی باعث گسترش هر چه بیشتر تتریس شد.

## حق پخش
در سال ۱۹۸۹ هنک راجرز، تولید‌کننده آمریکایی نرم‌افزار که برای یک شرکت ژاپنی کار می‌کرد برای اینکه این بازی را از کامپیوترهای سنگین و بزرگ به دستگاه‌هایی ببرد نیاز داشت تا حق توزیع بازی را از پدیدآور آن بگیرد. برای همین برای یافتن «الکترانورگ تکنیکا» یا «ایلورگ» (ارگانی که وظیفه واردات و صادرات نرم‌افزارها و سخت‌افزارهای کامپیوتری را در شوروی برعهده داشت.) به مسکو رفت. در آغاز جستجو ماموران کاگ‌ب به او مشکوک شدند و او را بازجویی کردند. اما بعد او را آزاد کردند.
در آغاز مسئولان الکترانورگ تکنیکا درکی از موضوع حق پخش نداشتند و به راجرز بدبین بودند. اما راجرز در نهایت را راضی کرد که با او قرارداد امضا کنند. راجرز و پاژیتنوف، پس از یک هفته گفتگو قراردادی امضا کردند که در آن به شکلی بی‌سابقه در شوروی، برای یک برنامه‌نویس، سهمی از همه فروش‌های نرم‌افزار درنظرگرفته می‌شد. در سال‌های پس از آن از این قرارداد به عنوان مدل قراردادهای بعدی استفاده شد.
در سال‌های نخست، پاژیتنوف به سختی می‌توانست حق امتیاز بازی را دریافت کند. اما در میانه دهه ۱۹۹۰ به آمریکا مهاجرت کرد و همراه راجرز یک شرکت نرم‌افزاری تاسیس کرد. امروز پاژیتنوف در واشینگتن، دی.سی. زندگی می‌کند و یکی از ثروتمند‌ترین و سرشناس‌ترین چهره‌های صنعت بازی‌های ویدیویی است.

## ویژگی
به باور هِنک راجرز دلیل محبوبیت تتریس، شکل منحصر به فرد و سادگی بازی است. در این بازی، خشونت و ویرانی جایی ندارد. در عوض بازیکن می‌تواند چیزی بسازد و از ساختن آن لذت ببرد.

## آمار
بر پایه محافظه‌کارانه‌ترین برآوردها دستکم یک میلیارد نفر در طول زندگی خود حداقل یک بار تتریس را بازی کرده‌اند.

## فیلم
در ۳۱ مارس ۲۰۲۳ فیلمی با همین نام به کارگردانی جان اس. برد از طریق اپل تی‌وی پلاس منتشر شد.

## الگوریتم‌ها
|  |  |